# Intervallo QT

Normale elettrocardiogramma con l'intervallo QT evidenziato

Con il termine intervallo QT si intende il tratto di ECG che si estende dall'inizio del complesso QRS fino al termine dell'onda T.
L'intervallo QT esprime il tempo necessario al miocardio ventricolare per depolarizzarsi e ripolarizzarsi.

## Misurazione
L'intervallo QT può essere misurato con metodi differenti come il metodo della soglia, nel quale la fine dell'onda T è determinata dal punto in cui l'onda T raggiunge la linea isoelettrica, oppure il metodo della tangente, nel quale la fine dell'onda T è identificata dall'intersezione di una linea estrapolata dalla linea isoelettrica e tangente alla linea che tocca la parte terminale dell'onda T nel punto di minima pendenza.
L'intervallo QT viene misurato in DII in tre intervalli RR differenti e ne viene calcolata la media. Se DII non è adatta allora si passa, in ordine, a V5, V4, V3, V2.

## Correzioni
L'intervallo QT dipende dalla frequenza cardiaca, ovvero maggiore è la frequenza cardiaca minore è l'intervallo QT; pertanto, la valutazione generale sulla normalità di questo parametro impone una correzione per la frequenza cardiaca.
La formula più utilizzata è la cosiddetta formula di Bazett, dal nome del fisiologo Henry Cuthbert Bazett, con la quale viene calcolato il cosiddetto intervallo QT corretto o QTc.
La formula è la seguente:
{\displaystyle QTc={\frac {QT}{\sqrt {RR}}}},
dove QTc è l'intervallo QT corretto per la frequenza cardiaca ed RR è l'intervallo del ciclo cardiaco misurato dall'inizio di un complesso QRS al seguente misurato in secondi, (l'intervallo QT viene invece espresso in millisecondi). Comunque, questa formula tende a non essere accurata: corregge eccessivamente ad alte frequenze (tende a generare QTc troppo lunghi) e troppo poco a basse frequenze (tende a generare QTc nell'ambito della normalità o più corti).
Nello stesso anno, Fridericia pubblicò un sistema di correzione alternativo:
{\displaystyle QTcF={QT \over {\sqrt[{3}]{RR}}}}.
Ci sono diversi altri metodi, ma l'approccio basato sulla regressione è il più accurato, almeno secondo le conoscenze attuali. Un esempio è quello sviluppato da Sagie et al., che è il seguente:
{\displaystyle QT_{S}=QT+0.154(1-RR)}.

## Valori Normali
I valori normali dell'intervallo QT corretto (o QTc) sono compresi fra 0.30 e 0.44 (0.45 per le donne) secondi.
La normalità dell'intervallo QT può essere riconosciuta anche con una stima grossolana, ovvero quando il QT è inferiore a metà dell'intervallo RR.

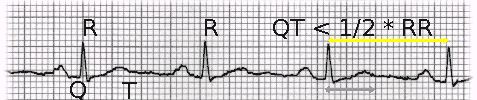
riconoscimento a colpo d'occhio di un intervallo QT normale

## Valori anormali dell'intervallo QT
In caso di intervallo QT troppo corto o troppo lungo, esiste il rischio di aritmie ventricolari potenzialmente letali.

### Cause genetiche
Un anormale allungamento dell'intervallo QT può essere dovuto a cause acquisite (principalmente farmaci) o genetiche, dovute ad una mutazione del DNA (vedi sindrome del QT lungo), mentre un valore eccessivamente basso dell'intervallo QT riconosce cause genetiche (vedi sindrome del QT corto ed alterazioni elettrolitiche (ipercalcemia)).

### Cause farmacologiche
L'allungamento dell'intervallo QT può essere un effetto avverso di farmaci: antipsicotici, metadone, farmaci antimalarici e antibiotici.